# Ortal
Ortal (hebr.: אורטל) – kibuc położony w samorządzie regionu Golan, w Dystrykcie Północnym, w Izraelu.
Leży na północy Wzgórz Golan.
Członek Ruchu Kibuców (Ha-Tenu’a ha-Kibbucit).

## Historia
Kibuc został założony w 1976.

## Gospodarka
Gospodarka kibucu opiera się na rolnictwie i turystyce.